# Liste der Kulturdenkmäler in Ellenberg (Rheinland-Pfalz)
In der Liste der Kulturdenkmäler in Ellenberg sind alle Kulturdenkmäler der rheinland-pfälzischen Ortsgemeinde Ellenberg aufgeführt. Grundlage ist die Denkmalliste des Landes Rheinland-Pfalz (Stand: 12. Juni 2023).

## Einzeldenkmäler
| Bezeichnung | Lage                       | Baujahr                | Beschreibung                                                | Bild                           |
| ----------- | -------------------------- | ---------------------- | ----------------------------------------------------------- | ------------------------------ |
| Brunnen     | Dorfstraße, bei Nr. 3 Lage | spätes 19. Jahrhundert | neugotischer Laufbrunnen, Gusseisen, spätes 19. Jahrhundert | weitere Bilder Fotos hochladen |